# 에지웨어역
에지웨어역(Edgware)은 런던 바넷 자치구 에지웨어에 있는 런던 지하철의 역이다. 노던 선의 북부지선중 하나인 에지웨어 지선의 종착역이며 런던 지하철 5구역에 있다. 역은 A5100의 일부인 스테이션 로드(station road)상에 있다.

## 역사
1924년 8월 18일에 차링 크로스, 유스턴과 헴스테드 철도에 의해 당시 종착역이던 골더스 그린 연장으로 개통되었다.
앞으로 5km의 거리를 더 연장시켜 브로클리 힐(Brockley Hill), 엘스트리 사우스(Elstree South), 부시 히스(Bushey Heath)의 역들을 개통시킬 예정이다. 원래 이 계획은 1930년대 후반에 시작되었으나 2차 세계대전의 발발로 중단되었다.